# مشکل دشوار
مشکل دشوار (انگلیسی: Cracked Nuts) یک فیلم کمدی آمریکایی است که در سال ۱۹۳۱ منتشر شد.

## بازیگران
- برت ویلر
- رابرت وولسی
- دوروتی لی
- ادنا می اولیور
- لنی اشتنگل
- استنلی فیلدز
- بوریس کارلوف
- فرانک تورنتون
- هاروی کلارک
- بن ترپین